# Asyl (roman)
Asyl är en bok författad av Liza Marklund och Maria Eriksson, utgiven 2004 av Piratförlaget. Det är en dokumentärroman som skildar fortsättningen på boken Gömda. Huvudpersonen i boken Maria Eriksson och hennes familj, maken Anders och de bägge barnen Emma och Robin, måste fly Sverige för att undgå den förföljelse de utsätts för av Maria Erikssons tidigare man, Emmas biologiska pappa. Biblioteken har senare klassat om boken från fackbok till skönlitteratur.

## Handling
Del ett, "Flykt", berättar om familjens sista år i Sverige. De lever isolerade, undangömda och allt mer desperata. Hösten 1994 slår kammarrätten fast att familjen måste lämna Sverige. De emigrerar våren därpå. Del två, "Exil", utspelar sig i huvudsak i Sydamerika. I Santiago, Chile försöker familjen under tre års tid bygga upp en ny tillvaro, och under en period lyckas de. Barnen får för första gången gå i skola och träffa jämnåriga. Men ekonomiska bekymmer och sjukdomar gör livet svårt för dem. De bestämmer sig då för att bryta upp från Chile och i del tre, "Asyl", kommer familjen till USA. I fem år kämpar Mia för att familjen ska få stanna i landet. Bokens sista kapitel beskriver själva asylrättegången och familjemedlemmarnas anpassning till det amerikanska samhället. 

## Utgåvor
- 2004 e-bok ISBN 91-642-4046-0
- 2004 ljudbok (CD) ISBN 91-642-2031-1
- 2007 MP3-bok ISBN 91-642-2102-4